# Incidência (epidemiologia)
Usada em epidemiologia, a incidência pode referir-se ao número de novos casos surgidos numa determinada população e num determinado intervalo de tempo.
Também é expressa em proporção de novos casos surgidos numa determinada população e num determinado intervalo de tempo.